# Muslu Nalbantoğlu
Muslu Nalbantoğlu (* 24. November 1983 in Amersfoort) ist ein niederländisch-türkischer Fußballspieler.

## Karriere

### Verein
Nalbantoğlu spielte in der Jugend von Ajax Amsterdam, bevor er in die Jugendmannschaft von NEC Nijmegen wechselte. Am 1. Oktober 2004 gab der Abwehrspieler sein Debüt in der Eredivisie; im Januar 2005 erhielt er seinen ersten Profivertrag. Für die NEC absolvierte Nalbantoğlu 107 Spiele und erzielte ein Tor. Zur Saison 2008/09 wechselte er zum türkischen Pokalsieger Kayserispor. Dort unterschrieb der rechte Verteidiger für drei Jahre, kam jedoch in der Türkei nicht zum Einsatz und kehrte schon in der Winterpause 2008/09 in die Niederlande zurück. Er schloss sich De Graafschap an, mit der er am Saisonende aus der Eredivisie abstieg. In der Eerste Divisie gehörte er zu den Stammspielern und erzielte das entscheidende Tor um Meisterschaft und Wiederaufstieg im Match gegen die Go Ahead Eagles.
Zum Sommer 2013 wechselte er zum türkischen Zweitligisten Orduspor. Diesen Klub verließ er bereits im Januar 2014.

### Nationalmannschaft
Nalbantoğlu besitzt sowohl die türkische wie auch die niederländische Staatsbürgerschaft. Mehrfach wurde er für die türkische Junioren-Nationalmannschaft nominiert.